# Unit 4
Unit 4 was een schaatsploeg van hoofdsponsor Unit 4 Agresso. De ploeg was eind jaren negentig samen met Team Sanex een van de eerste commerciële schaatsploegen. Enkele jaren was Leen Pfrommer de hoofdcoach maar in 1999 werd de samenwerking tussen Pfrommer en de ploeg beëindigd.
Op 17 april 2002 maakte Unit 4 Agresso bekend te stoppen met de sponsoring. Even was er in 2008 nog sprake dat het IT-bedrijf terug zou keren toen bekend werd dat Telfort zich terug zou trekken uit Team Telfort.

## Bekende oud-teamleden
- Sandra 't Hart
- Bjarne Rykkje
- Brigt Rykkje
- Falko Zandstra
- Kevin Overland